# Tasmanoonops hickmani
Tasmanoonops hickmani là một loài nhện trong họ Orsolobidae.
Loài này thuộc chi Tasmanoonops. Tasmanoonops hickmani được Raymond Robert Forster & Norman I. Platnick miêu tả năm 1985.